# Höstena källor

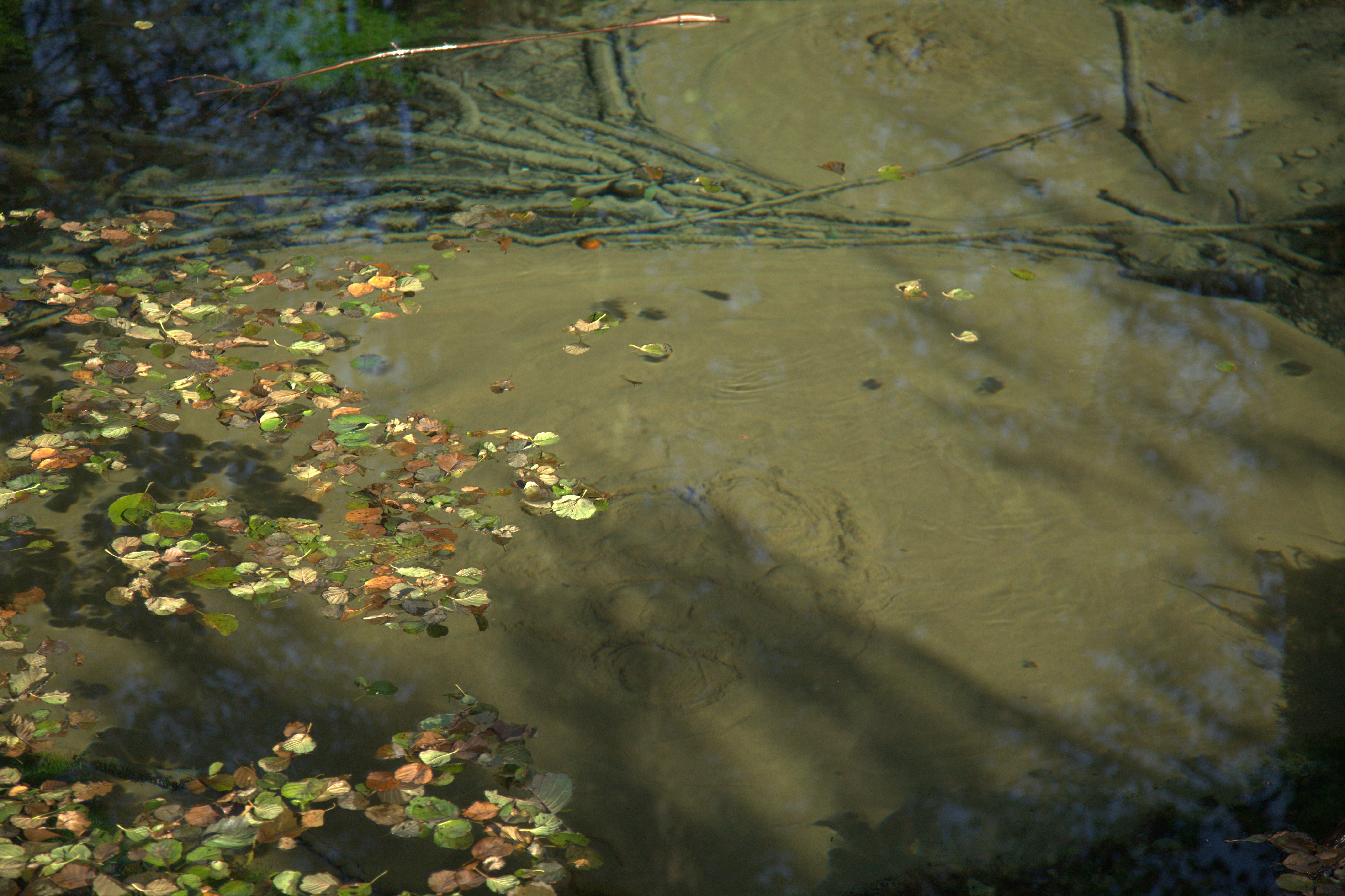
Botten av den större av Kalle brunnar

Höstena källor ligger i Ljungby socken i Falkenbergs kommun, Halland och består av flera källor.
Den största av källorna är Kalle brunnar och består av två källor som ligger nära varandra, några hundra meter från Ätran, som deras vatten rinner ut i. Tidigare hette de bägge källorna Larängs källor. Den mindre källan är igenfylld. 
Några hundra meter sydväst om Kalle brunnar ligger Rangeli brunnar/Ragnhilds källa som är förknippad med fler sägner. Den tredje källan, Lyngbackakällan, som tidigare användes som tvättställe, är också förknippad med några spridda sägner.